# Il peperone/Nei paesi latini
Il Peperone/Nei paesi latini è un 45 giri di Edoardo Vianello  e I Flippers pubblicato in Italia nel 1965.

## Descrizione
Con questo disco continua la collaborazione di Edoardo Vianello con Carlo Rossi. Così viene recensito il disco su Musica e dischi: "Il peperone, in verità, non ci sembra all'altezza della miglior produzione del cantante-autore. Preferiamo il retro, una gustosa canzoncina dal titolo Nei paesi latini, dove Vianello ci sembra maggiormente a suo agio"

## Tracce
LATOA
1. Il peperone – 2:13 (testo: Carlo Rossi – musica: Edoardo Vianello)

LATOB
1. Nei paesi latini – 2:00 (testo: Mogol – musica: Edoardo Vianello)

## Formazione
- I Flippers:
- Fabrizio Zampa – batteria
- Franco Bracardi – pianoforte
- Massimo Catalano – tromba
- Maurizio Catalano – basso
- Romolo Forlai –  percussioni